# اوتومو نو سوروگامارو
اوتومو نو سوروگامارو (به ژاپنی: 大伴 弟麻呂 おおとも の おとまろ); تولد نامشخص – ۲۶ ژوئیهٔ ۰۷۷۶) یک ژنرال در دوره نارا و اوایل دوره هی‌آن اهل ژاپن بود. امپراتور کونین در سال ۷۷۰ (سال اول هوکی) به او دستور داد تا قیام امیشی در ولایت موتسو (شمال ژاپن) را سرکوب کند.